# Joseph Beaussier
Pour les articles homonymes, voir Beaussier.
Joseph Beaussier, né le 24 janvier 1826 à Joyeuse (Ardèche) et mort le 9 décembre 1900 à Joyeuse, est un homme politique français.

## Biographie
Il est député de l'Ardèche de 1888 à 1889 et siège à gauche.

## Sources
- « Joseph Beaussier », dans Adolphe Robert et Gaston Cougny, Dictionnaire des parlementaires français, Edgar Bourloton, 1889-1891 [détail de l’édition]
- « Joseph Beaussier », dans le Dictionnaire des parlementaires français (1889-1940), sous la direction de Jean Jolly, PUF, 1960 [détail de l’édition]